# Christof Wahl
Christof Wahl ist ein deutscher Kameramann und Filmregisseur.

## Leben
Wahl ist seit Mitte der 1990er Jahre als Steadicam-Operator und Kameramann tätig. Neben Film- und Fernsehproduktionen drehte er auch zahlreiche Musikvideos.
Das von Wahl gefilmte Musikvideo Müssen nur wollen der Band Wir sind Helden wurde beim Echo 2004 als Newcomer-Video National ausgezeichnet.
Seit dem Jahr 2005 hat Wahl wiederholt in Til Schweigers Filmen die Kameraarbeit übernommen. So arbeiteten beide für die Filme Barfuss (2005), Keinohrhasen (2007), 1½ Ritter – Auf der Suche nach der hinreißenden Herzelinde (2008), Zweiohrküken (2009) und Kokowääh (2011) zusammen. Seine Arbeiten bei den Kinofilmen Barfuss (2005) und Keinohrhasen brachten Wahl jeweils eine Nominierung für den Deutschen Kamerapreis ein.
2013 filmte er die deutsche Erfolgsproduktion Fack ju Göhte.
Im Jahr 2015 gab Wahl mit Macho Man sein Regiedebüt. Der Film erhielt überwiegend negative Kritiken.
So nannte das Lexikon des internationalen Films das Werk „eine lieblos und betont „prollig“ inszenierte Komödie mit abgedroschenen Witzen, vorhersehbarer Handlung und stereotypen Figuren, die mit penetranter Musik und einer begrenzten Bildsprache zusätzlich die Nerven strapaziert.“ Cinema fand, der Film bestehe aus „in Groteske überzeichnet[en] Klischees“, die Bildsprache sei „inflationär auf jugendlich getrimmt“, das Ganze „zu plump und unglaubwürdig“.
Wahl ist Mitglied im Berufsverband Kinematografie (BVK).

## Filmografie (Auswahl)
- 1997: Schwere Beute (Kurzfilm)
- 2000: Marmor, Stein & Eisen
- 2001: City Nord – Something Special (Musikvideo)
- 2001: Todesstrafe (Fernsehfilm)
- 2003: D.I.K. – Jagd auf Virus X (Fernsehfilm)
- 2003: Wir sind Helden – Denkmal (Musikvideo)
- 2003: Wir sind Helden – Müssen nur wollen (Musikvideo)
- 2003: Frameless – Wiser (Musikvideo)
- 2003: Palomino – Perfect Accident (Musikvideo)
- 2005: Barfuss
- 2005: The BossHoss – Hey Ya (Musikvideo)
- 2007: Der Bodyguard – Für das Leben des Feindes
- 2007: Keinohrhasen
- 2008: Entführt – Ich hol dich da raus (Fernsehfilm)
- 2008: New Kids on the Block – Dirty Dancing (Musikvideo)
- 2008: 1½ Ritter – Auf der Suche nach der hinreißenden Herzelinde
- 2009: Auf der Suche nach dem G-Punkt (Fernsehfilm)
- 2009: Zweiohrküken
- 2011: Kokowääh
- 2011: Das dunkle Nest (Fernsehfilm)
- 2011: Geschwisterliebe (Kurzfilm)
- 2013: Fack ju Göhte
- 2014: Keine Zeit für Träume (Fernsehfilm)
- 2014: Sie heißt jetzt Lotte! (Kurzfilm)
- 2015: Halbe Brüder
- 2016: Tschiller: Off Duty
- 2017: Dieses bescheuerte Herz
- 2019: Stille
- 2021: Du Sie Er & Wir
- 2021: Nord bei Nordwest – Im Namen des Vaters
- 2021: Doktor Ballouz (Fernsehserie, 3 Folgen)
- 2022: Ostfriesensühne

Regie
- 2015: Macho Man